# Hasso Adam von Wedel-Neuwedell
Hasso Adam von Wedel-Neuwedell, Adam Hasso von Wedel-Wedelski (* 9. November 1622 in Neuwedell; † 6. Januar 1678 in Berlin) war ein kurbrandenburgischer Gesandter.

## Leben
Der im Neuwedeller Schloss aufgewachsene Hasso Adam von Wedel absolvierte möglicherweise wie sein Bruder Rüdiger Christian Teile seiner Ausbildung in Posen und am Hof in Berlin. Er war Kammergerichtsrat und vertrat 1663 den Kurfürsten auf dem Kreistag in Königsberg Nm.
Im Spätsommer 1668 entsandte ihn der Kurfürst, der ihn am 18. August in Neuwedell besucht hatte, in die Starostei Draheim, um das 1657 durch die polnische Krone verpfändete Gebiet für Brandenburg in Besitz zu nehmen. Der am 6. September 1668 mit 50 pommerschen Dragonern von Neuwedell aus aufgebrochene Wedel nahm Draheim am 7. September ein und verhinderte in der Folgezeit durch die Heranziehung weiterer brandenburgischer Kräfte Anfang 1669 eine Vergeltungsaktion durch den polnischen Feldhetman Dymitr Jerzy Wiśniowiecki und 1673 eine Rückeroberung Draheims durch König Johann III. Sobieski.
Wedel verließ Draheim 1673 und übernahm das Amt eines Landeshauptmanns von Beeskow und Storkow. 1674 war er im schwedisch-brandenburgischen Krieg Gesandter des den Kurfürsten vertretenden Statthalters Fürst Anhalt-Dessau beim schwedischen Oberbefehlshaber Wrangel. 1676 wurde er vom Kurfürsten nach Großpolen entsandt, um den dortigen Adel und damit Polen insgesamt von einer Annäherung an die gegen Kaiser und Kurfürst gerichtete Politik Frankreichs und Schwedens abzuhalten. Ein letztes Mal weilte er 1677 auf diplomatischer Mission in Großpolen, um dort die Skepsis gegenüber absolutistischen Neigungen Johann Sobieskis zu stärken. Der Totenschild des bald nach seiner Rückkehr Anfang 1778 in Berlin verstorbenen Hasso Adam von Wedel befand sich bis zur Zerstörung 1944 in der dortigen Nikolaikirche.

## Familie
Wedel war ein Sohn des neumärkischen Landrats und kurbrandenburgischen Oberdirektors Rüdiger von Wedel-Neuwedel und dessen aus der Familie Beneckendorff stammender Frau unbekannten Vornamens. Er heiratete 1651 die aus dem benachbarten, in Großpolen gelegenen Ort Zützer stammende Ursula Katharina von Podewils († vor 1660). Der einzige Nachkomme Rüdiger Georg starb als kursächsischer Leutnant im Alter von 20 Jahren. Ein Cousin Wedels war der Kammergerichtsdirektor Ernst Rüdiger von Wedel-Neuwedell. Der General Johann von Wedel war ein Sohn und der General Hermann von Wedel ein Ururenkel seines Bruders Rüdiger Christian, zu dessen weiteren Nachfahren der Jagdflieger Erich Rüdiger von Wedel gehört.